# Melaleuca megalongensis
Melaleuca megalongensis är en myrtenväxtart som beskrevs av Lyndley Alan Craven och S.M.Douglas. Melaleuca megalongensis ingår i släktet Melaleuca och familjen myrtenväxter. Inga underarter finns listade i Catalogue of Life.